# Barranc dels Forats
El barranc dels Forats és un barranc de l'antic terme de Toralla i Serradell, actualment pertanyent a Conca de Dalt, al Pallars Jussà, en territori del poble de Serradell.
Aquest barranc es forma a 1.380 m. alt., al vessant sud-oriental de la Collada de Santa Eulàlia la Vella, des d'on davalla cap al sud-est, decantant-se progressivament cap a llevant. Discorre per sota i a migdia del Turó del Migdia i al nord-est del Tossal de Perestau. En un quilòmetre just de recorregut arriba a la Solana de Fornons, on s'aboca en el barranc del Grau.